# Rompecabezas de cerradura
Un candado o rompecabezas de cerradura es un tipo de rompecabezas mecánico . Consiste en una cerradura con mecánica inusual u oculta. Las cerraduras de rompecabezas son mecanismos reconfigurables donde la estructura topológica cambia durante la operación. A veces, a estas cerraduras se les llama cerraduras con truco, porque hay que encontrar un truco para abrirlas. Las cerraduras de rompecabezas existen tanto con llave como sin llave.

## China
Las cerraduras de rompecabezas con cerraduras expuestas se usaban ampliamente en la antigua China y podían ser muy difíciles de abrir.
Hay tres tipos principales en China:
- Cerraduras con obstáculo extra
- Cerraduras con inserción indirecta
- Cerraduras de múltiples etapas.

## Europa
En Europa, muchos candados pequeños con forma de rompecabezas tenían una placa frontal con una cara o máscara. Los candados fueron diseñados para asegurar bolsas o bolsas pequeñas y se podían encontrar en toda Europa, con mayor frecuencia en las provincias del Danubio y Aquileia. A menudo tenían forma de anillos y es posible que se ajustaran alrededor de la boca de una bolsa como una especie de sello a prueba de manipulaciones. Las primeras cerraduras de rompecabezas romanas datan del siglo II a. C.
En la década de 1850 en el Reino Unido, "puzzle lock" era sinónimo de "letter lock" y se usaba para referirse a una cerradura de combinación con letras.